# Szent Brandanus
Szent Brandanus vagy Brendan(us) (írül: Naomh Bréanainn), (484 – 577) szentként tisztelt kora középkori ír szerzetes.

## Élete
Annyi ismeretes róla, hogy egy ír kolostor apátja volt és szerzetestársaival akkoriban ismeretlen, meseszerű vidékre hajózott. Kilenc évi távollét után tért vissza, és csodálatos kalandjairól állítólag a De fortunatis insulis című könyvet írta. Azonban ez a mű valószínűleg csak a 11. században készült, legalábbis abból az időből való jelenleg ismert legrégebbi kézirata. A Brandanus-legendának nagy hatása volt a földrajztudományra, illetve a spanyolok és portugálok fölfedezéseire, akik a boldogok szigeteit az Atlanti-óceánban, nyugaton keresték. Érdekes története, amelyben azt meséli el, hogy egy alvó bálnát szigetnek nézett, s rajta tüzet is gyújtott.

## Műve magyarul
- Szent Brendan apát tengeri utazása. Ford.: Majorossy Judit. JATEPress (Szeged), 2001